# دوستت دارم پورگی
دوستت دارم پورگی (انگلیسی: I Loves You, Porgy) ترانه‌ای از خوانندهٔ آمریکایی نینا سیمون است.